# Második esély (teleregény)
A Második esély (eredeti cím: Tierra de pasiones, szó szerint: „Szenvedélyek földje”) 2006-ban futott amerikai–mexikói–kolumbiai televíziós filmsorozat, amelyet az amerikai székhelyű Telemundo és az RTI Columbia készített. A 172 epizódból álló telenovella 2006. február 20-tól 2006. október 24-ig futott a Telemundo csatornán. Írója Eric Vonn, főszereplői Gabriela Spanic és Saúl Lisazo. A világ számos országában bemutatott sorozat a Telemundo egyik legsikeresebb alkotása. A Nielsen Research Media adatai alapján 2006 júniusában átlagosan 488 000 nézője volt a felnőtt lakosság körében.
Magyarországon az RTL Klub kereskedelmi csatorna sugározta elsőként 2009. május 12-től – 2010. január 21-ig felújított szinkronnal.
Ismétlések
- 2010. május 11. – 2011. március 11. – Duna World
- 2010. május 17. – 2011. február 4. – Duna TV
- 2010. augusztus 3. – 2011. március 11. – Zone Romantica ismétli saját szinkronnal.
- 2011. június 6. – Duna World
- 2011. szeptember 12. – RTL Klub
- 2012. április 17. – Sorozat+
- 2020. május 19. – Izaura TV [3]

## Cselekmény
A csodálatos völgyben, amelyben kiváló szőlőt termesztenek, egy szenvedélyes szerelem bontakozik ki a gyönyörű és öntudatos Valeria San Román, és a neves könyvkiadó, Francisco Contreras között.
Valeriának – aki a San Román szőlőskert vezetője – nem volt gondtalan élete. Apja, José María «Chema» San Román sohasem szívelte, mivel Valeria az egyetlen a családban, aki nem engedelmeskedik neki. Chema önző, és nincsenek aggályai, amikor az Egyesült Államokba érkezett feleségül vette Valeria anyját, mindezt azért, hogy ellopja a vagyonát, később pedig megszabadult tőle. Valeriának is ártani akar, olyan tervet eszel ki, mellyel elárulja a lányt.
Időközben Francisco is megérkezik a szomszédos farmra, hogy meglátogassa apját, aki összeházasodott Marciával, egy nála jóval fiatalabb nővel. Marcia csődbe és egyúttal öngyilkosságba hajtja Francisco apját. Francisco az események hatására úgy dönt, hogy a völgyben marad, és megmenti a családi üzletet a teljes csődtől.
Amikor Valeria és Francisco találkozik, a két erős személyiségű ember között nyilvánvaló kötődés és erős érzelmek alakulnak ki. Ahogy egyre inkább megismerik egymást, a szerelmük is egyre erősebbé válik, és minden útjukba akadó kihívást leküzdenek.
Amikor úgy tűnik, Valeria élete révbe ért, felbukkan Pablo, Valeria egykori szerelme, akiről azt hitte, halott. A múltból felbukkanó Pablo mindent megváltoztat…

## Szereplők
| Szereplő                                                | Színész                 | Magyar Hang (RTL Klub)      | Magyar Hang (Zone Romantica) |
| ------------------------------------------------------- | ----------------------- | --------------------------- | ---------------------------- |
| Valeria San Román                                       | Gabriela Spanic         | Orosz Anna                  | Mezei Kitty                  |
| Francisco «Paquito» Contreras                           | Saúl Lisazo             | Jakab Csaba                 | Barbinek Péter               |
| Pablo González                                          | Francisco Gattorno      | Sótonyi Gábor               | Dányi Krisztián              |
| José María «Chema» San Román Gonzalvo «Chalo» Velásquez | Héctor Suárez           | Kajtár Róbert               | Uri István                   |
| Belinda San Román                                       | Géraldine Bazán         | Mezei Kitty                 | Vadász Bea                   |
| Jorge San Román                                         | Sergio Catalán          | Seszták Szabolcs            | Bodrogi Attila               |
| Andrés San Román                                        | Julio Ocampo            | Előd Botond                 |                              |
| Marcia Hernández                                        | Catherine Siachoque     | Farkasinszky Edit           | Kökényessy Ági               |
| Paula Hernández                                         | Carolina Lizarazo       | Solecki Janka               | Csampisz Ildikó              |
| Roberto «Beto» Contreras                                | Arap Bethke             | Markovics Tamás             |                              |
| Laura Contreras                                         | Elluz Peraza            | Kocsis Judit                |                              |
| Gustavo Contreras                                       | Fred Valle              | Várkonyi András             | Kertész Péter                |
| Javier Ortigoza                                         | Ariel López Padilla     | Kapácsy Miklós              | Háda János                   |
| Mariana «Nana» Sánchez                                  | Isabel Moreno           | Menszátor Magdolna          | Rátonyi Hajni                |
| Miguel Valdez                                           | Ricardo Chávez          | Haagen Imre                 | Laklóth Aladár               |
| Daniela Domínguez                                       | Jessica Cerezo          | Szabó Zselyke               | Molnár Ilona                 |
| Alejandro «Alex» Domínguez                              | Carlos East Jr.         | Joó Gábor                   |                              |
| Zoraida Beltrán de Domínguez                            | Alcira Gil              | Bessenyei Emma              | Kocsis Judit                 |
| Carlos «Charlie» Domínguez                              | Raúl Izaguirre          | Orosz István                | Mihályi Győző                |
| Lourdes «Lulu» Aguilar                                  | Liliana Rodríguez       | Braun Rita                  | Kiss Erika                   |
| Gerardo Aguilar                                         | Carlos Mesber           | Megyeri János               | Maday Gábor                  |
| Pilar «Carmen» Aguilar                                  | Guísela Moro            | Bessenyei Emma              | Zsolnai Júlia                |
| Gabriela López de Ortigoza                              | Teresa Tuccio           | Sági Tímea                  | Götz Anna                    |
| Mauricio «Mauro» López                                  | Eduardo Cuervo          | Pálmai Szabolcs             | Előd Álmos                   |
| Amado atya                                              | Álvaro Ruiz             | Balázsi Gyula, Forró István | Németh Gábor                 |
| Ismael Ojera                                            | Xavier Coronel          | Katona Zoltán               |                              |
| Danilo Mendez                                           | Yamil Sesin             | Sörös Sándor                |                              |
| Danilo Mendez                                           | José Ramón Blanch       | Sörös Sándor                |                              |
| Patricia                                                | Roxana Peña             | Fésűs Bea                   | Oláh Orsolya                 |
| Ramiro                                                  | Bernhard Seifert        | Túri Bálint                 |                              |
| Elias Caballero                                         | Leonardo Kris           | Cs. Németh Lajos            |                              |
| Lorna Gálvez                                            | Kenya Hijuelos          | Kerekes Andrea              |                              |
| Lorna Gálvez                                            | Kenya Hijuelos          | Bogdányi Titanilla          | Lamboni Anna                 |
| Jesús «Chucho» Gálvez                                   | Renán Almendárez Coello | Koncz István                |                              |
| Rómulo Gálvez                                           | Eduardo Ibarrola        | Forgács Gábor               |                              |
| Dora Gálvez                                             | Clemencia Valásquez     | Bókai Mária                 |                              |
| Bibiana «Viví» Alfaro de Acevedo                        | Ivelin Giró             | Kiss Anikó                  | Major Melinda                |
| Elvira Acevedo                                          | Liliana Tapia           | Szabó Éva                   |                              |
| Horacio Acevedo                                         | Juan Carlos Gutiérrez   | Háda János                  |                              |
| Dr. Fernando Solís                                      | Bernie Paz              | Szatmári Attila             |                              |
| Agustín Arizmendi                                       | Germán Barrios          | Rudas István                |                              |
| Mercedes                                                | Chela Arias             | Tóth Judit                  |                              |
| Olga                                                    | Martha Mijares          | Illyés Mari                 |                              |
| Alicia Ramírez                                          | Anabel Leal             | Némedi Mari                 |                              |
| Raúl Reyes                                              | Juan David Ferrer       | Maday Gábor                 |                              |
| Yolanda                                                 | Nancy Álvarez           |                             |                              |
| Lupe                                                    | Francheska Mattei       |                             |                              |
| Cecilia                                                 | Sonia Noemí             | Papp Györgyi                |                              |
| Mariela                                                 | Aby Raymond             | Törtei Tünde                |                              |
| Lucas                                                   | Fernando Bravo          | Garai Róbert                |                              |
| David                                                   | Luís Celeiro            |                             |                              |
| Cuco Rodríguez Gómez                                    | Luís Felipe Bagos       | Nem szólal meg              |                              |
| Sánchez nyomozó                                         | Rubén Darío Gamez       | Péter Richárd               |                              |
| Sánchez nyomozó                                         | Rubén Darío Gamez       | Imre István                 |                              |
| Medina nyomozó                                          | Jhonny Acero            | Péter Richárd               |                              |
| Pérez nyomozó                                           | Thomas Doval            | Vári Attila                 |                              |

## Magyar változat
A magyar változatból az RTL Klub megvágott olyan jeleneteket, amelyek nem feleltek meg a 10-es korhatár besorolásnak. Ilyen volt például Paula, Miguel, Elvira és Horacio haláljelenete továbbá a utolsó epizódban Marcia és Valeria harcjelenetei.
A Zone Romantica változatában mindegyik epizód vágatlan volt.

## Érdekességek
- Gabriela Spanic és Saúl Lisazo korábban már dolgoztak együtt; a Szeretni bolondulásig című mexikói telenovellában ugyancsak ők alkották a főszereplő párost.
- Gabriela Spanic és Catherine Siachoque a sorozatban egymás ellenségei, akárcsak a 2002-es La venganza („A bosszú”) című sorozatban, ahol szintén riválisokat alakítottak.
- A sorozat címével azonos főcímdalt, melyet Alberto Slezynger és Pablo Cáceres írt, Gabriela Spanic adja elő.[4][5]
- A sorozatban többször is elhangzik a „Necesito tu tierra” című dal, melyet Gabriela Spanic írt, és ő is énekli.[6]

## DVD kiadás
A sorozat 2008. július 29-én DVD-n is megjelent, rövidített verzióban. Jellemzők:
- Formátum: színes, teljes képernyő, feliratos, NTSC
- Nyelv: spanyol
- Felirat: angol, spanyol
- Régiókód: 1
- Képméretarány: 1.33:1
- Lemezek száma: 4
- Kiadás dátuma: 2008. július 29.
- Játékidő: 717 perc
- Extrák:
  - Interaktív menük
  - Közvetlen jelenetválasztás
  - Bakik
  - A kamerák mögött
  - Interjúk
  - Promók
- Forgalmazó: Xenon Pictures

(A dvd kétoldalú)

## Fordítás
Ez a szócikk részben vagy egészben a Tierra de Pasiones című angol Wikipédia-szócikk fordításán alapul.  Az eredeti cikk szerkesztőit annak laptörténete sorolja fel. Ez a jelzés csupán a megfogalmazás eredetét és a szerzői jogokat jelzi, nem szolgál a cikkben szereplő információk forrásmegjelöléseként.